# Родлен, Ронни
Ронни Родле́н(фр. Ronny Rodelin; род. 18 ноября 1989, Сен-Дени, Реюньон) — французский футболист, нападающий клуба «Серветт».

## Клубная карьера

### Любительский этап
Ронни Родлен — воспитанник клуба «Родез». Выступал за команду в Лиге Насьональ в течение сезона 2007/08. За это время форвард сыграл за команду 24 матча в чемпионате и кубке и забил 1 гол. Летом 2008 года Родлен перешёл в выступавший Лиге 1 «Нант».

### «Нант»
Форвард дебютировал в команде в матче против «Пари Сен-Жермен» 7 февраля 2009 года, заменив на 75-й минуте встречи Филипа Джорджевича.
Всего за сезон Ронни Родлен сыграл за «канареек» 6 матчей в чемпионате, ни разу не поразив ворота соперников.
За первую половину сезона 2009/10, который «Нант» проводил в Лиге 2, нападающий сыграл 4 матча и в январе 2010 года отправился в аренду в клуб лиги Насьональ «Труа». Впервые сыграл за новую команду 20 февраля 2010 года в матче с «Паси Валле-д’Ёр». Всего до окончания сезона Родлен провёл за «Труа» 5 матчей и 13 марта 2010 года отметился дублем в ворота «Геньона».
В первом же официальном матче после возвращения в «Нант» форвард забил гол в ворота Людовика Бютелля из «Ним Олимпика». По окончании сезона, в котором Родлен забил 5 голов в 15 матчах чемпионата, форвард стал игроком «Лилля», вернувшись таким образом в Лигу 1.

### «Лилль»
6 августа 2011 года Ронни Родлен впервые сыграл за «Лилль». В концовке матча против «Нанси» нападающий заменил на поле Флорана Бальмона. В матче против московского ЦСКА, сыгранном 14 сентября того же года, нападающий дебютировал в Лиге чемпионов. Первый гол за «Лилль» Родлен забил в ворота голкипера «Бастии» Ландри Боннефуа в прошедшем 28 ноября 2012 года матче Кубка лиги.

## Статистика
| Клуб             | Сезон            | Национальный чемпионат | Национальный чемпионат | Национальный чемпионат | Национальные кубки | Национальные кубки | Континентальные кубки | Континентальные кубки | Всего | Всего |   |
| Клуб             | Сезон            | Лига                   | Игры                   | Голы                   | Игры               | Голы               | Игры                  | Голы                  | Игры  | Голы  |   |
| ---------------- | ---------------- | ---------------------- | ---------------------- | ---------------------- | ------------------ | ------------------ | --------------------- | --------------------- | ----- | ----- | - |
| Родез            | 2007/08          | Насьональ              | 23                     | 1                      | 1                  | 0                  | 0                     | 0                     | 24    | 1     |   |
| Всего за «Родез» |                  |                        | 23                     | 1                      | 1                  | 0                  | 0                     | 0                     | 24    | 1     |   |
| Нант             | 2008/09          | Лига 1                 | 6                      | 0                      | 0                  | 0                  | 0                     | 0                     | 6     | 0     |   |
| Нант             | 2009/10          | Лига 2                 | 4                      | 0                      | 1                  | 0                  | 0                     | 0                     | 5     | 0     |   |
| Нант             | 2010/11          | Лига 2                 | 15                     | 5                      | 5                  | 3                  | 0                     | 0                     | 20    | 8     |   |
| Всего за «Нант»  |                  |                        | 25                     | 5                      | 6                  | 3                  | 0                     | 0                     | 31    | 8     |   |
| Труа             | 2009/10          | Насьональ              | 5                      | 2                      | 0                  | 0                  | 0                     | 0                     | 5     | 2     |   |
| Всего за «Труа»  |                  |                        | 5                      | 2                      | 0                  | 0                  | 0                     | 0                     | 5     | 2     |   |
| Лилль            | 2011/12          | Лига 1                 | 9                      | 0                      | 4                  | 0                  | 2                     | 0                     | 15    | 0     |   |
| Лилль            | Всего за «Лилль» |                        |                        | 21                     | 1                  | 10                 | 1                     | 5                     | 0     | 36    | 2 |
| Всего            |                  |                        | 74                     | 9                      | 17                 | 4                  | 5                     | 0                     | 96    | 13    |   |